# Jaudling
Jaudling ist eine Katastralgemeinde und ein Ort in der Marktgemeinde Vitis, Bezirk Waidhofen an der Thaya. Am 1. Jänner 2025 verfügte der Ort über eine Bevölkerung von 187 Personen.

## Lage
Die Katastralgemeinde Jaudling liegt im Norden des Gemeindegebietes von Vitis und grenzt im Südosten an die Katastralgemeinde Eschenau und im Süden an die Katastralgemeinden Jetzleser Wald, Stoies, Jetzles und Heinreichs. Zudem grenzt Jaudling im Westen und Norden an die Gemeinde Waidhofen an der Thaya-Land mit den Katastralgemeinden Edelprinz, Buchbach, Kainraths und Nonndorf. Höchste Erhebung der Katastralgemeinde ist der 590 m hohe Galgenberg, der Ort Jaudling selbst liegt rund vier Kilometer nordöstlich des Vitiser Marktes.

## Geschichte
Der Ortsname Jaudling wurde erstmals 1150 urkundlich als „Laurnich“ genannt, wobei der Ortsname vom slawischen „Ahorn“ abgeleitet wird. Das ursprünglich slawische Dorf dürfte jedoch an einer anderen Stelle als der heutige Ort gelegen haben. Die Situation des Dorfes um 1400 lässt sich aus den überlieferten Quellen nicht mehr exakt nachvollziehen. Während eine Urkunde 1393 über eine öde „hofstat“ gelegen auf der öden „Jaurnik in Waidhofner gericht“ berichtet, war der Ort Jaudling 1417 besiedelt und gehört mit allen seinen Rechten zu Herrschaft Schrems. Unklar ist dabei, ob es sich bei „den öden Jaurnik“ um den späteren Ort Jaudling handelt. Möglicherweise wurde der Ort nach 1393 von Schrems erworben und wiederbesiedelt, wobei die Einpfarrung des Ortes nach Schrems hierfür spricht. 1417 hatte „Yewrung“ jedenfalls wieder 25 Häuser, wobei sich unter den Wohnstätten zehn Lehen, fünf Halblehen und zehn Hofstätten befanden. 1595 nahm die Herrschaft Schrems den ganzen Zehent von zwei Lehen, zwei Halblehen, vier Hofstätten, zwei Überlandäckern und einem „Gärtl“ ein. Daneben profitierte Schrems anteilsmäßig noch von drei Lehen. Auch die Pfarre Schrems verfügte über Zehentrecht in Jaudling, wobei die Pfarre ihre Rechte 1664 an die Herrschaft Heinreichs verpachtete. Die Herrschaft Jeinreichs verfügte dabei im 17. Jahrhundert über umfangreiche Besitzungen in Jaudling, zu denen ein „Schlößl“ aus zwei Untertanenhäuser mit einem Mayrhof und einem Schafhof sowie Wiesen, Wald und Äcker gehörten. Auch ein Wirtshaus, die Hofmühle und das Bad standen im Besitz von Heinreichs, wobei Jaudling auch gerichtsmäßig zu Heinreichs gehörte. Vor der Aufhebung der Grundherrschaft gehörten jedoch alle Häuser des Ortes zur Grundherrschaft Schrems.
Im frühen 19. Jahrhundert erhielt Jaudling auch ein Schulhaus, das 1877 durch einen Neubau ersetzt wurde. Die Volksschule wurde 1972 stillgelegt und war im Haus Nr. 47 untergebracht. 1928 existierten in dem Ort auch noch zwei Schmieden, eine Gemischtwarenhandlung und eine Trafik, die jedoch auch auf Grund des starken Bevölkerungsrückgangs verschwanden. Zwar wuchs die Anzahl der Häuser zwischen 1590/91 und 1796 von 25 auf 38 und danach bis 1951 bzw. 2000 auf 48 bzw. 60 Häuser an, gleichzeitig sank jedoch die Einwohnerzahl zwischen 1848 und 2000 um mehr als 40 % ab.
Im politischen Bereich dominiert die Österreichische Volkspartei (ÖVP) analog zur Gemeindeebene die Wahlergebnisse. So erreichte die ÖVP im Wahlsprengel Jaudling bei der Gemeinderatswahl 2010 87 % (Gemeindeergebnis: 70 %) und die Sozialdemokratische Partei Österreichs (SPÖ) 13 % (Gemeindeergebnis: 30 %). 2005 hatte die ÖPV 88 % erreicht.

## Bauwerke
Beim Ort Jaudling handelt es sich um ein Doppelreihendorf mit einer angerartigen Erweiterung im Osten. Die Ortskapelle wurde um 1800 errichtet und besteht aus einem innen flach gedeckten Bau mit Spitzbogenfenstern und eingezogener Apsis sowie axial anschließender Sakristei und vorgestelltem Fassadenturm mit Spitzbogenportal und Giebelspitzhelm. Der Kapellenturm verfügt zudem über eine Nischenfigur des Heiligen Florian. Die Kapelle, die dem Heiligen Florian geweiht ist, brannte 1885 ab und wurde danach wiedererrichtet und 1888 neuerlich geweiht. Das Innere der Kapelle ist durch einen neobarocken Rankenrahmenaltar geschmückt, der von Sitzfiguren der Heiligen Franz von Assisi und Antonius von Padua flankiert wird. Das Altarblatt zeigt die Krönung Marias.